# Kalat al-Hisn
Kalat al-Hisn (arab. قلعة الحصن) – wieś w Syrii, w muhafazie Al-Hasaka. W 2004 roku liczyła 1470 mieszkańców.